# Новоцілинна сільська рада (Ключівський район)
Новоціли́нна сільська рада (рос. Новоцелинный сельский совет) — сільське поселення у складі Ключівського району Алтайського краю Росії.
Адміністративний центр — селище Цілинний.

## Населення
Населення — 1102 особи (2019; 1258 в 2010, 1346 у 2002).

## Склад
До складу сільської ради входять:
| Населений пункт  | Населення, осіб (2002) | Населення, осіб (2010) |
| ---------------- | ---------------------- | ---------------------- |
| Макаровка, село  | 73                     | 28                     |
| Цілинний, селище | 1273                   | 1230                   |